# Gran Premio motociclistico di Gran Bretagna 1987
Il Gran Premio motociclistico di Gran Bretagna 1987 fu la nona gara del Motomondiale 1987. Si disputò il 2 agosto 1987 sul nuovo circuito di Donington Park e vide le vittorie di Eddie Lawson nella classe 500, di Anton Mang nella classe 250, di Fausto Gresini nella classe 125 e di Jorge Martínez nella classe 80. Tra i sidecar si è imposto l'equipaggio Steve Webster/Tony Hewitt.
Al termine della gara venne assegnato matematicamente il primo titolo iridato dell'anno: nella classe 80 si è imposto lo spagnolo Jorge Martínez al suo secondo titolo consecutivo.

## Classe 500
Rientro alle gare della classe regina per l'ex-campione del mondo Freddie Spencer, da tempo rallentato da guai fisici, che non riesce però a concludere la gara per problemi tecnici alla sua motocicletta; si è imposto, cogliendo il terzo successo dell'anno, il campione mondiale in carica Eddie Lawson che ha preceduto il capo classifica provvisorio Wayne Gardner e Randy Mamola.

### Arrivati al traguardo
| Pos. | Pilota              | Moto      | Tempo    | Griglia | Punti |
| ---- | ------------------- | --------- | -------- | ------- | ----- |
| 1    | Eddie Lawson        | Yamaha    | 50.09.77 | 2       | 15    |
| 2    | Wayne Gardner       | Honda     | 50.14.38 | 1       | 12    |
| 3    | Randy Mamola        | Yamaha    | 50.24.69 | 3       | 10    |
| 4    | Christian Sarron    | Yamaha    | 50.31.21 | 5       | 8     |
| 5    | Niall Mackenzie     | Yamaha    | 50.34.41 | 4       | 6     |
| 6    | Didier de Radiguès  | Cagiva    | 50.41.31 | 9       | 5     |
| 7    | Ron Haslam          | Elf-Honda | 50.41.70 | 6       | 4     |
| 8    | Tadahiko Taira      | Yamaha    | 50.42.74 | 12      | 3     |
| 9    | Roger Burnett       | Honda     | 50.45.73 | 11      | 2     |
| 10   | Kenny Irons         | Suzuki    | 51.01.91 | 10      | 1     |
| 11   | Shungi Yatsushiro   | Honda     | 51.17.35 | 13      |       |
| 12   | Pierfrancesco Chili | Honda     | 51.25.73 | 15      |       |
| 13   | Richard Scott       | Yamaha    | 51.31.21 | 14      |       |
| 14   | Marco Gentile       | Fior      | 51.33.20 | 19      |       |
| 15   | Fabio Biliotti      | Honda     | 51.33.89 | 20      |       |
| 16   | Wolfgang von Muralt | Suzuki    | 1 giro   | 17      |       |
| 17   | Bruno Kneubühler    | Honda     | 1 giro   | 29      |       |
| 18   | Hervé Guilleux      | Fior      | 1 giro   | 28      |       |
| 19   | Alessandro Valesi   | Honda     | 1 giro   | 23      |       |
| 20   | Joey Dunlop         | Honda     | 1 giro   | 24      |       |
| 21   | Louis-Luc Maisto    | Honda     | 1 giro   | 32      |       |
| 22   | Alan Irwin          | Honda     | 1 giro   | 34      |       |
| 23   | Maarten Duyzers     | Honda     | 1 giro   | 36      |       |
| 24   | Fabio Barchitta     | Honda     | 1 giro   | 31      |       |
| 25   | Silvo Habat         | Honda     | 2 giri   | 33      |       |
| 26   | Hennie Boerman      | Assmex    | 2 giri   | 35      |       |

### Ritirati
| Pilota           | Moto   | Motivo | Griglia |
| ---------------- | ------ | ------ | ------- |
| Robert McElnea   | Yamaha |        | 7       |
| Simon Buckmaster | Honda  |        | 27      |
| Roger Marshall   | Suzuki |        | 16      |
| Gustav Reiner    | Honda  |        | 22      |
| Andy McGladdery  | Honda  |        | 25      |
| Mark Phillips    | Suzuki |        | 21      |
| Steve Henshaw    | Suzuki |        | 30      |
| Manfred Fischer  | Honda  |        | 26      |
| Ray Swann        | Honda  |        | 18      |
| Freddie Spencer  | Honda  |        | 8       |

### Non qualificati
| Pilota          | Moto   |
| --------------- | ------ |
| Alan Jeffrey    | Suzuki |
| Andreas Leuthe  | Honda  |
| Ian Pratt       | Suzuki |
| Dennis Ireland  | Suzuki |
| Moreno Vacondio | Suzuki |
| Josef Doppler   | Honda  |
| Steve Manley    | Suzuki |
| Claus Wulff     | Suzuki |

## Classe 250
Nella quarto di litro il pilota tedesco Anton Mang ha ottenuto il quinto successo della stagione, avvicinandosi in questo modo al capoclassifica provvisorio del campionato, il connazionale Reinhold Roth, qui giunto al quinto posto. Sul podio insieme a Mang l'italiano Loris Reggiani e il tedesco Martin Wimmer.

### Arrivati al traguardo
| Pos. | Pilota                    | Moto    | Tempo    | Griglia | Punti |
| ---- | ------------------------- | ------- | -------- | ------- | ----- |
| 1    | Anton Mang                | Honda   | 44.54.26 | 4       | 15    |
| 2    | Loris Reggiani            | Aprilia | 44.54.42 | 9       | 12    |
| 3    | Martin Wimmer             | Yamaha  | 44.55.69 | 3       | 10    |
| 4    | Jacques Cornu             | Honda   | 44.57.74 | 10      | 8     |
| 5    | Reinhold Roth             | Honda   | 44.58.67 | 2       | 6     |
| 6    | Patrick Igoa              | Yamaha  | 44.59.17 | 1       | 5     |
| 7    | Sito Pons                 | Honda   | 45.16.09 | 11      | 4     |
| 8    | Carlos Cardús             | Honda   | 45.22.75 | 20      | 3     |
| 9    | Dominique Sarron          | Honda   | 45.26.77 | 5       | 2     |
| 10   | Manfred Herweh            | Honda   | 45.48.57 | 13      | 1     |
| 11   | Stefano Caracchi          | Honda   | 45.48.80 | 17      |       |
| 12   | Donnie McLeod             | EMC     | 45.49.27 | 16      |       |
| 13   | Maurizio Vitali           | Garelli | 45.49.30 | 15      |       |
| 14   | Jean-Philippe Ruggia      | Yamaha  | 45.49.80 | 18      |       |
| 15   | Gary Cowan                | Honda   | 45.58.10 | 23      |       |
| 16   | Jean-Michel Mattioli      | Yamaha  | 45.58.39 | 14      |       |
| 17   | Alain Bronec              | Honda   | 45.59.17 | 26      |       |
| 18   | Harald Eckl               | Honda   | 45.59.38 | 24      |       |
| 19   | Kevin Mitchell            | Yamaha  | 46.07.92 | 32      |       |
| 20   | Guy Bertin                | Honda   | 46.12.55 | 25      |       |
| 21   | Hans Lindner              | Honda   | 46.17.58 | 31      |       |
| 22   | Jochen Schmid             | Yamaha  | 46.23.51 | 22      |       |
| 23   | Patrick van den Goorbergh | Honda   | 46.25.67 | 27      |       |
| 24   | Andy Machin               | Rotax   | 46.29.36 | 28      |       |
| 25   | Bernard Haenggeli         | Yamaha  | 46.37.58 | 30      |       |
| 26   | Rob Orme                  | Yamaha  | 1 giro   | 34      |       |
| 27   | Hervé Duffard             | Honda   | 1 giro   | 36      |       |
| 28   | Christian Boudinot        | Fior    | 1 giro   | 21      |       |

### Ritirati
| Pilota              | Moto   | Motivo | Griglia |
| ------------------- | ------ | ------ | ------- |
| Carlos Lavado       | Yamaha |        | 8       |
| René Delaby         | Yamaha |        | 29      |
| Stéphane Mertens    | Honda  |        | 6       |
| Jean-François Baldé | Honda  |        | 7       |
| Luca Cadalora       | Yamaha |        | 12      |
| Ivan Palazzese      | Yamaha |        | 19      |
| Nigel Bosworth      | Yamaha |        | 35      |
| Marcellino Lucchi   | Honda  |        | 33      |

### Non qualificati
| Pilota             | Moto       |
| ------------------ | ---------- |
| Bruno Bonhuil      | Honda      |
| Gerard van der Wal | Assmex     |
| Jean Foray         | Chevallier |
| Urz Luzi           | Honda      |
| Steve Patrickson   | Yamaha     |
| Ian Newton         | Honda      |
| Carl Fogarty       | Honda      |
| Takayoshi Yamamoto | Yamaha     |
| Cees Doorakkers    | Honda      |
| Siegfried Minich   | Honda      |
| Frank Wagner       | Honda      |
| Gary Noel          | Exactweld  |
| Alberto Rota       | Honda      |

## Classe 125
Il titolo di questa classe appare ormai sicuro per l'italiano Fausto Gresini che ha ottenuto il settimo successo consecutivo su sette gare; per l'assegnazione manca solo la certezza matematica dato che ormai ha 41 punti di vantaggio sul compagno di squadra Bruno Casanova. Al secondo e terzo posto della gara rispettivamente l'italiano Pier Paolo Bianchi e il francese Jean-Claude Selini.

### Arrivati al traguardo
| Pos. | Pilota                 | Moto    | Tempo    | Griglia | Punti |
| ---- | ---------------------- | ------- | -------- | ------- | ----- |
| 1    | Fausto Gresini         | Garelli | 43.54.50 | 2       | 15    |
| 2    | Pier Paolo Bianchi     | MBA     | 44.14.11 | 6       | 12    |
| 3    | Jean-Claude Selini     | MBA     | 44.35.65 | 9       | 10    |
| 4    | Johnny Wickström       | Tunturi | 44.43.49 | 13      | 8     |
| 5    | Ezio Gianola           | Honda   | 44.49.15 | 14      | 6     |
| 6    | Gastone Grassetti      | MBA     | 45.00.25 | 17      | 5     |
| 7    | Lucio Pietroniro       | MBA     | 45.00.84 | 8       | 4     |
| 8    | Jussi Hautaniemi       | MBA     | 45.00.94 | 16      | 3     |
| 9    | Robin Milton           | MBA     | 45.02.42 | 27      | 2     |
| 10   | Ivan Troisi            | MBA     | 45.06.60 | 21      | 1     |
| 11   | Flemming Kistrup       | MBA     | 45.23.68 | 5       |       |
| 12   | Olivier Liégeois       | Assmex  | 45.32.42 | 15      |       |
| 13   | Thierry Feuz           | MBA     | 45.32.56 | 10      |       |
| 14   | Willy Pérez            | Zanella | 45.33.15 | 18      |       |
| 15   | Mick McGarrity         | MBA     | 1 giro   | 28      |       |
| 16   | Fernando Gonzales      | Cobas   | 1 giro   | 29      |       |
| 17   | Jacques Hutteau        | MBA     | 1 giro   | 32      |       |
| 18   | Thomas Møller-Pedersen | MBA     | 1 giro   | 33      |       |
| 19   | Christian Le Badezet   | MBA     | 1 giro   | 31      |       |
| 20   | Mark Carkeek           | Scitsu  | 1 giro   | 35      |       |
| 21   | Allan Scott            | EMC     | 1 giro   | 25      |       |
| 22   | Hubert Abold           | Honda   | 1 giro   | 26      |       |
| 23   | Krysztof Galatowicz    | Honda   | 1 giro   | 30      |       |
| 24   | Paul Bordes            | MBA     | 1 giro   | 24      |       |
| 25   | Steve Mason            | MBA     | 2 giri   | 36      |       |
| 26   | Robin Appleyard        | MBA     | 3 giri   | 34      |       |

### Ritirati
| Pilota             | Moto     | Motivo | Griglia |
| ------------------ | -------- | ------ | ------- |
| Bruno Casanova     | Garelli  |        | 1       |
| Corrado Catalano   | MBA      |        | 3       |
| Mike Leitner       | MBA      |        | 4       |
| Domenico Brigaglia | Moto AGV |        | 7       |
| Andrés Sánchez     | Ducados  |        | 11      |
| Adi Stadler        | MBA      |        | 12      |
| Bady Hassaine      | MBA      |        | 19      |
| Peter Sommer       | MBA      |        | 22      |
| Esa Kytölä         | MBA      |        | 23      |

### Non partito
| Pilota       | Moto   |
| ------------ | ------ |
| Håkan Olsson | Starol |

### Non qualificati
| Pilota          | Moto       |
| --------------- | ---------- |
| Doug Flather    | Honda      |
| Garry Dickinson | MBA        |
| Ken Beckett     | MBA        |
| Reg Lennon      | Morbidelli |
| Tim Salveson    | MBA        |
| Dave Browns     | MBA        |

## Classe 80
Mancando solo altre tre prove al termine della stagione della classe 80, lo spagnolo Jorge Martínez con 48 punti di vantaggio sul più diretto inseguitore, il tedesco Gerhard Waibel, non può più essere raggiunto e si aggiudica matematicamente il secondo titolo consecutivo nella categoria.

### Arrivati al traguardo
| Pos. | Pilota             | Moto      | Tempo    | Griglia | Punti |
| ---- | ------------------ | --------- | -------- | ------- | ----- |
| 1    | Jorge Martínez     | Derbi     | 34.20.99 | 1       | 15    |
| 2    | Ian McConnachie    | Krauser   | 34.38.27 | 3       | 12    |
| 3    | Gerhard Waibel     | Krauser   | 34.41.40 | 6       | 10    |
| 4    | Luis Miguel Reyes  | Autisa    | 35.01.47 | 9       | 8     |
| 5    | Jörg Seel          | Seel      | 35.01.74 | 7       | 6     |
| 6    | Josef Fischer      | Krauser   | 35.22.92 | 12      | 5     |
| 7    | Günter Schirnhofer | Krauser   | 35.27.25 | 14      | 4     |
| 8    | Hubert Abold       | Krauser   | 35.30.65 | 11      | 3     |
| 9    | Paolo Priori       | Krauser   | 35.35.52 | 13      | 2     |
| 10   | Jacques Bernard    | Huvo      | 35.35.98 | 16      | 1     |
| 11   | Heinz Paschen      | Casal     | 36.07.14 | 20      |       |
| 12   | René Dünki         | Krauser   | 36.07.38 | 21      |       |
| 13   | Alojz Pavlič       | Seel      | 36.07.97 | 23      |       |
| 14   | Serge Julin        | Casal     | 36.09.68 | 15      |       |
| 15   | Theo Timmer        | Casal     | 1 giro   | 18      |       |
| 16   | Lionel Robert      | SPR       | 1 giro   | 30      |       |
| 17   | Reiner Koster      | Kroko     | 1 giro   | 24      |       |
| 18   | Paul Bordes        | RB        | 1 giro   | 27      |       |
| 19   | Thomas Engl        | GPE       | 1 giro   | 26      |       |
| 20   | Dennis Batchelor   | Krauser   | 1 giro   | 32      |       |
| 21   | Doug Flather       | Wicks     | 1 giro   | 33      |       |
| 22   | Stuart Edwards     | Casal     | 1 giro   | 31      |       |
| 23   | Steve Lawton       | Eberhardt | 2 giri   | 35      |       |
| 24   | John Cresswell     | Lusuardi  | 2 giri   | 34      |       |

### Ritirati
| Pilota            | Moto     | Motivo | Griglia |
| ----------------- | -------- | ------ | ------- |
| Stefan Dörflinger | Krauser  |        | 2       |
| Jos van Dongen    | Krauser  |        | 25      |
| Wilco Zeelenberg  | Casal    |        | 19      |
| Steve Mason       | Huvo     |        | 29      |
| Hans Spaan        | Casal    |        | 4       |
| Juan Ramón Bolart | Krauser  |        | 10      |
| Herri Torrontegui | JJ Cobas |        | 17      |
| Chris Baert       | Seel     |        | 22      |
| Karoly Juhasz     | Krauser  |        | 5       |
| Richard Bay       | Ziegler  |        | 28      |

### Non partito
| Pilota          | Moto  | Motivo | Griglia |
| --------------- | ----- | ------ | ------- |
| Manuel Herreros | Derbi |        | 8       |

## Classe sidecar
Terza vittoria stagionale per l'equipaggio Steve Webster-Tony Hewitt, che a due gare dal termine incrementa il vantaggio sui contendenti al titolo. Tra questi Egbert Streuer e Bernard Schnieders si piazzano al secondo posto, davanti al veterano Rolf Steinhausen e al suo passeggero Bruno Hiller; mentre si ritirano per problemi tecnici Rolf Biland-Kurt Waltisperg e Alain Michel-Jean Marc Fresc.
In classifica Webster, a 75 punti, precede Streuer a 63 e Michel a 50. Biland, fermo a 38 punti, è matematicamente escluso dalla corsa all'iride.

### Arrivati al traguardo (posizioni a punti)[5]
| Pos | Pilota             | Passeggero          | Moto          | Tempo    | Punti |
| --- | ------------------ | ------------------- | ------------- | -------- | ----- |
| 1   | Steve Webster      | Tony Hewitt         | LCR-Krauser   | 41'14"69 | 15    |
| 2   | Egbert Streuer     | Bernard Schnieders  | LCR-Yamaha    | +23"27   | 12    |
| 3   | Rolf Steinhausen   | Bruno Hiller        | Busch-Yamaha  | +33"80   | 10    |
| 4   | Alfred Zurbrügg    | Simon Birchall      | LCR-Yamaha    | +1'10"89 | 8     |
| 5   | Derek Jones        | Brian Ayres         | LCR-Yamaha    | +1'12"10 | 6     |
| 6   | Steve Abbott       | Shaun Smith         | Windle-Yamaha | +1'12"24 | 5     |
| 7   | Barry Brindley     | Graham Rose         | Windle-Yamaha |          | 4     |
| 8   | Yoshisada Kumagaya | Brian Barlow        | Windle-Yamaha |          | 3     |
| 9   | Masato Kumano      | Markus Fährni       | LCR-Yamaha    |          | 2     |
| 10  | Yvan Nigrowsky     | Martial Charpentier | Seymaz-Yamaha |          | 1     |